# Olios cayanus
Olios cayanus är en spindelart som beskrevs av Władysław Taczanowski 1872. Olios cayanus ingår i släktet Olios och familjen jättekrabbspindlar. Inga underarter finns listade i Catalogue of Life.